# Радиомаяк

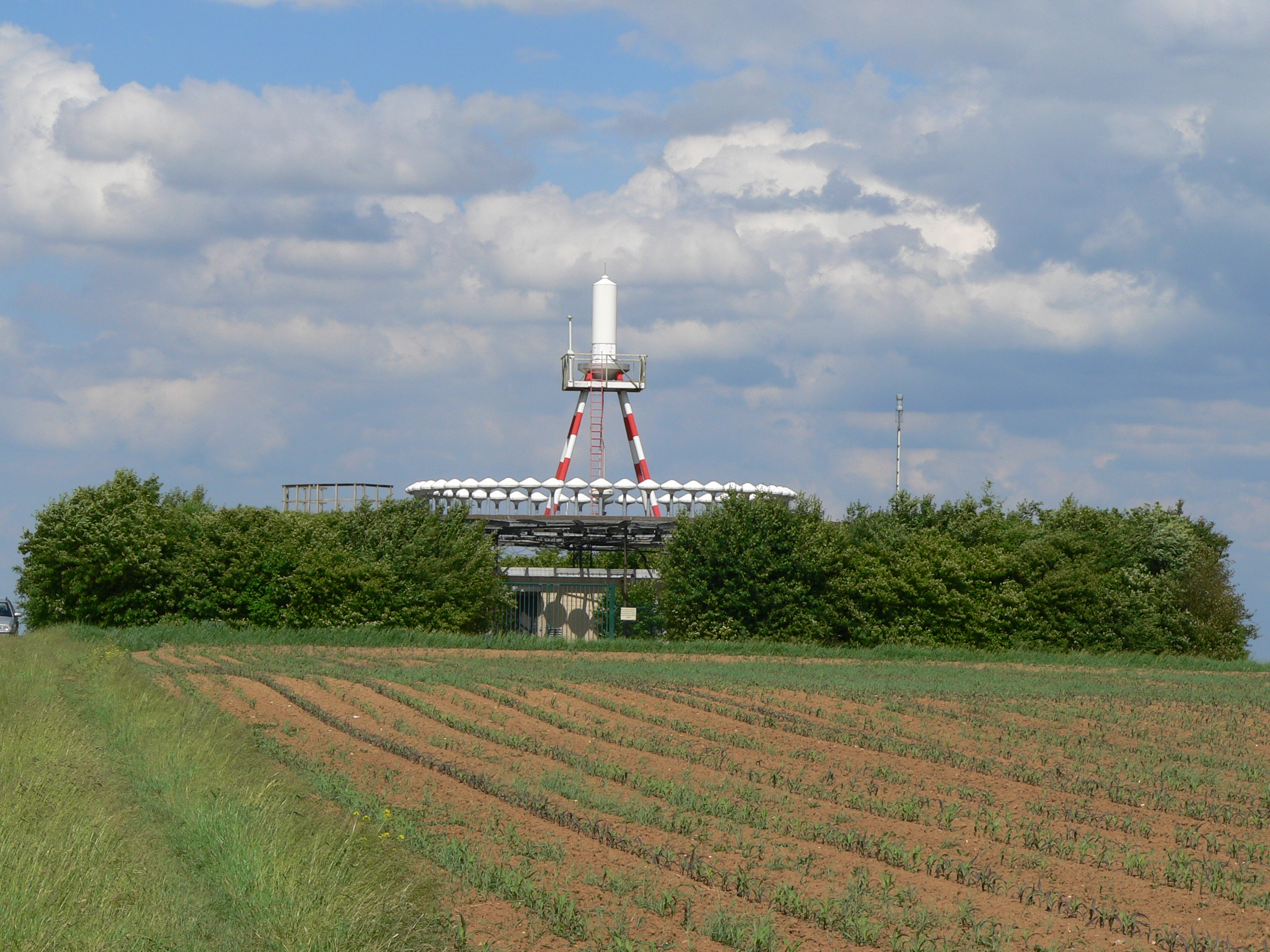
Радиомаяк аэронавигационной системы VORTAC, Германия

Радиомая́к — передающая радиостанция, излучающая радиосигналы, используемые для определения координат различных объектов (или направления на них), в основном, самолётов и судов либо для определения местонахождения самого радиомаяка. Параметры сигнала радиомаяка зависят от направления излучения: например, его интенсивность (см. Диаграмма направленности) или момент времени пеленгации, в сигналах радиомаяка может содержаться и дополнительная информация.
Радиомаяки бывают угломерные и дальномерные (чаще комбинированные — угломерно-дальномерные). Угломерные (азимутальные) радиомаяки предназначены только для определения направления, а нахождение координат становится возможным после специальных вычислений на основе информации о направлении не менее, чем на два радиомаяка.
В качестве радиомаяков также используются объекты, специально не предназначенные для целей радионавигации, но имеющие отличительные параметры радиосигнала (например, частоту) и, возможно, известные постоянные координаты, например, вещательные радиостанции.
С 2013 года получили распространение радиомаяки малого радиуса действия для сервисов по определению местоположения для владельцев смартфонов.

## Классы радиомаяков по методу измерения
Радиомаяки делят на классы, в соответствии с параметром радиосигнала, меняющимся по направлению, и соответствующим методом радиотехнических измерений:
- Амплитудные маяки, направление на которые определяется измерением интенсивности принятого сигнала;
- Фазовые маяки — для определения направления измеряется фаза сигнала;
- Частотные маяки — для определения направления измеряется частота сигнала;
- Временны́е маяки — для определения направления засекается момент приёма сигнала;

наиболее распространены амплитудные радиомаяки.

## Виды радиомаяков по назначению
Стационарные (навигационные) радиомаяки — координаты этих маяков заведомо известны, и относительно них определяются координаты мобильного объекта с помощью его бортовой аппаратуры
- Курсовые маяки, створные радиомаяки — предназначены для задания курсов в горизонтальной или вертикальной плоскости, используются в курсо-глиссадных системах.
- Пеленговые радиомаяки. Предназначены для определения пеленга путём сравнения момента времени приёма сигнала вращающейся диаграммы направленности маяка с моментом времени, когда положение диаграммы направленности известно. Для такого измерения вращение диаграммы направленности должно быть строго синхронизировано, либо маяк должен излучать короткий всенаправленный сигнал при проходе ДН через нулевую отметку.
- Дальномерные (угломерно-дальномерные) радиомаяки навигационных систем (РСБН, VOR/DME и др.).
- Маркерные радиомаяки. Имеют узкую постоянную ДН, ориентированную вертикально вверх, и используются для маркировки пунктов, важных в навигационном отношении (например, контрольных пунктов при заходе самолётов на посадку и при подходе судов к порту, пунктов излома маршрутов или фарватеров и т. д.).
- Приводные радиостанции — радиостанции с ненаправленным излучением и с отличительными для каждой из станций сигналами (позывными). Определение направления возможно только с помощью специального радиопеленгатора — радиокомпаса.

Мобильные радиомаяки — местоположение мобильных маяков определяется относительно местоположения радиотехнических средств слежения, обнаружения, поиска
- Аварийные (поисково-спасательные) радиомаяки — в классическом смысле — радиостанции с ненаправленным излучением, по их сигналам спасательные службы производят поиск. Современные аварийные маяки, для повышения эффективности поиска, могут передавать в своём сигнале собственные координаты, полученные со средств бортового оборудования или со спутниковых систем.
- Радиомаяки систем слежения за перемещением объектов — ненаправленные, могут содержать приёмопередатчик дальномерного канала, а также, телеметрический канал, для передачи информации об объекте.
  - Научные радиомаяки — для слежения за природными объектами.
  - Охранные радиомаяки.
  - Радиомаяки для негласного контроля — применяются в оперативно-разыскной деятельности, в разведывательной деятельности, а также в криминальных целях.

## Дальность и точность
Радиомаяки, работающие в диапазонах длинных волн (километровые и более), имеют дальность действия до 500 км. Они обеспечивают точность пеленгации с борта объекта ~1-3° (по азимуту). Всенаправленные радиомаяки, работающие в диапазонах дециметровых и сантиметровых волн, имеют дальность действия, ограниченную прямой видимостью, и обеспечивают точность определения азимута до 0,1-0,25°.